# Sally Causby
Sally Causby, avstralska veslačica, * 26. november 1977, Gawler, Južna Avstralija.